# Grégoire Sivan
Pour les articles homonymes, voir Sivan (homonymie).
Grégoire Sivan, né le 20 septembre 1975, est un monteur, réalisateur et scénariste français de courts métrages d'animation.
C'est un ancien élève de La Fémis.

## Filmographie

### Comme monteur
- 2003 : Pamplemousse
- 2004 : Clichés
- 2004 : La Vache qui pleure
- 2006 : Même en rêve
- 2010 : Captifs
- 2012 : Comme des frères
- 2017 : Santa et Cie d'Alain Chabat
- 2023 : Un homme heureux  de Tristan Séguéla

### Comme réalisateur et scénariste
- 2004 : La Méthode Bourchnikov
- 2007 : Premier Voyage
- 2009 : King Crab Attack
- 2015 : Objectivement, série en stop motion créée par Guillaume Le Gorrec et Hadrien Cousin (réalisation avec Mikaël Fenneteaux)